# Margarinotus terricola
Margarinotus terricola är en skalbaggsart som först beskrevs av Ernst Friedrich Germar 1824.  Margarinotus terricola ingår i släktet Margarinotus och familjen stumpbaggar. Arten är reproducerande i Sverige. Inga underarter finns listade i Catalogue of Life.